# Adrien Louis Bruneau
Pour les articles homonymes, voir Bruneau.
Ne doit pas être confondu avec Adrien Bruneau (1874-1965), un peintre.
Ne doit pas être confondu avec Adrien Bruneau (1805-1895), un avocat et homme politique belge.
Adrien Louis Bruneau, né le 8 février 1831 à Marennes (Charente-Maritime)et mort le 3 janvier 1884 à Neuilly-sur-Seine, est un artiste peintre et aquarelliste français.

## Biographie
Il vivait et travaillait à Paris. Il a exposé au Salon de 1866 à 1875. 
Il semble avoir ensuite abandonné l'art pictural pour une voie professionnelle mieux assurée. À sa mort, il exerçait l'activité de négociant. 

## Œuvre
- Cloître de Carennac[4]
- Tug of war[4]